# Écu

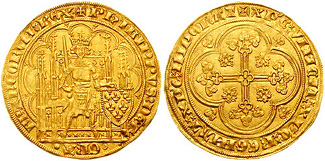
Złote écu z okresu panowania Filipa VI

Écu (fr. dosł. „tarcza” od łac. scutum) – złote i srebrne monety francuskie będące w obiegu w różnych okresach historycznych.
Za najwcześniejszą uznaje się écu d'or – monetę złotą wprowadzoną w 1266 przez Ludwika IX, a mającą wartość nominalną 120 denarów turońskich (względnie 10 soli turońskich). Monety te, o wadze ponad 4 g, bito następnie za panowania Filipa VI (1328-50). Nowe typy écu wypuszczano (od 1422) za Karola VI i Karola VII (tzw. écu à la couronne) oraz za Ludwika XI (écu au soleil). 
Na ich wzór bito w XIV wieku pierwsze złote monety w Niemczech (tzw. Kaiserschilde). Od 1475 écu dostosowano do standardu dukata. Ostatnie złote monety emitowała za panowania Ludwika XIV mennica paryska w 1654.
W wyniku reformy walutowej z 1577 przeprowadzonej za rządów Henryka Walezego i będącej europejskim przykładem zerwania z tradycyjnym wzorcem pieniądza karolińskiego i z jego stopą menniczą, écu (równy odtąd wartości 3 grzywien) stał się we Francji podstawą nowego systemu monetarnego, w którym pozostałe monety, srebrne i miedziane (po raz pierwszy oficjalnie wprowadzone), stały jego frakcjami.
W XVII i XVIII wieku była to już tylko duża moneta srebrna, emitowana pierwszy raz za Ludwika XIII w 1641 i będąca francuskim odpowiednikiem talara. Dla odróżnienia nazywano ją écu blanc lub écu d'argent. Srebrny écu równy był początkowo 3 liwrom bądź 60 solom; w XVIII wieku – już 6 liwrom. Wypuszczano go aż do 1795, ale w obiegu znajdował się do 1834 roku. 